# Strajk - Die Heldin von Danzig
Strajk - Die Heldin von Danzig è un film del 2006 diretto da Volker Schlöndorff.